# Clarence Veniot
Clarence Veniot (1886-1977) était un médecin-chirurgien et un homme politique canadien du Nouveau-Brunswick.

## Biographie
Clarence Veniot, fils de Peter Veniot qui allait devenir premier ministre du Nouveau-Brunswick, naît le 9 février 1886 à Moncton.
Tout comme son père, il s'intéresse à la politique et est élu maire de Bathurst de 1933 à 1935.
Il se lance ensuite en politique fédérale et est élu député libéral de la circonscription de Gloucester à la Chambre des communes le 17 août 1936, à la place de son père, décédé le mois précédent. Il sera réélu aux élections suivantes en 1940.
Il ne se représente pas pour un troisième mandat mais est nommé sénateur le 18 avril 1945 sur recommandation de William Lyon Mackenzie King, fonction qu'il occupera jusqu'au 1er juin 1966, soit pendant plus de 21 ans.
Clarence Veniot meurt le 7 mars 1977.